# Flammocharopa accelerata
Flammocharopa accelerata är en snäckart som först beskrevs av Frank Climo 1970.  Flammocharopa accelerata ingår i släktet Flammocharopa och familjen Charopidae. Inga underarter finns listade i Catalogue of Life.